# Чернояровский сельсовет
Чернояровский сельсовет — сельское поселение в Ташлинском районе Оренбургской области Российской Федерации.
Административный центр — село Черноярово.

## История
Статус и границы сельского поселения установлены Законом Оренбургской области от 2 сентября 2004 года № 1424/211-III-ОЗ «О наделении муниципальных образований Оренбургской области статусом муниципального района, городского округа, городского поселения, установлении и изменении границ муниципальных образований».

## Население
| 2010 | 2012  | 2013 | 2014 | 2015 | 2016 | 2017 |
| ---- | ----- | ---- | ---- | ---- | ---- | ---- |
| 1041 | ↘1016 | ↘993 | ↘988 | ↘944 | ↘941 | ↘923 |
| 2018 | 2019  | 2020 | 2021 |      |      |      |
| ↘911 | ↘897  | ↘867 | ↘845 |      |      |      |

## Состав сельского поселения
| № | Населённый пункт | Тип населённого пункта       | Население |
| - | ---------------- | ---------------------------- | --------- |
| 1 | Жигалино         | село                         | 201       |
| 2 | Чеботарёвка      | село                         | 149       |
| 3 | Черноярово       | село, административный центр | 691       |